# Mario Mola
Mario Mola Díaz (* 23. února 1990 Palma de Mallorca) je španělský triatlonista. 
V reprezentaci debutoval roku 2006. V roce 2009 se stal juniorským mistrem světa. V roce 2013 získal bronzovou medaili na mistrovství Evropy v triatlonu. Vyhrál celkovou klasifikaci mistrovství světa v krátkém triatlonu v letech 2016, 2017 a 2018. Startoval také v týmové soutěži Grand Prix de Triathlon za ECS Triathlon. Evropská triatlonová unie ho v roce 2019 vyhlásila sportovcem roku.
Na olympiádě Mola startoval třikrát. V roce 2012 byl devatenáctý, v roce 2016 osmý a v roce 2021 obsadil desáté místo v závodě jednotlivců i v nově zavedené štafetě. V roce 2023 se stal mistrem světa v duatlonu v kategorii elite.
Je absolventem sportovního managementu na Universidad Católica San Antonio de Murcia. Jeho manželkou je triatlonistka Carolina Routierová.